# Coby van Baalen
Coby van Baalen, född den 6 april 1957 i Werkhoven i Nederländerna, är en nederländsk ryttare.
Hon tog OS-silver i lagtävlingen i dressyr i samband med de olympiska ridsporttävlingarna 2000 i Sydney.